# Венац од трња за Данила Киша
Венац од трња за Данила Киша је биографска књига о Данилу Кишу чији је аутор Миливоје Павловић, објављена 2016. године у издању "Службеног гласника" из Београда.

## О аутору
Миливоје Павловић (1947) српски писац, професор универзитета, новинар и публициста. Гимназију је завршио у Лесковцу, а Филолошки факултет у Београду. Магистрирао и докторирао науку о књижевности. Бавио се новинарством, издаваштвом и јавним пословима у култури и информисању. Члан је Удружења књижевника Србије и Удружења новинара Србије. Аутор 15 белетристичких књига и три уџбеника. Од 2016. године је Декан Факултета за културу и медије.

## О књизи
Књига Венац од трња за Данила Киша је објављена поводом осамдесете годишњице рођења и двадесет пет година од смрти Данила Киша.
Аутор књиге је дубоко зашао и завирио у стваралаштво данила Киша, али и у његову позамашну заоставштину, разоткривајући мистерије које су мање познате или потпуно непознате широј јавности.
Посебна вредност књиге је велики број публикованих докумената, преписка коју је водио Киш, преглед његове личне библиотеке коју је завештао САНУ, текстове које су за потребе књиге написали значајни проучаваоци Кишовог дела, песме посвећене Данилу Кишу наших истакнутих песника, фото-документацију.
О настанку књиге аутор Миливоје Павловић је током њене промоције рекао да је књига настала из новинарства, јер када је први пут срео Киша био је на новинарском, а не на књижевном задатку. Павловић је први урадио интервју са Данилом Кишом након добијања НИН-ове награде 1972. године. Киш је тада био задовољан интервјуом, те је Павловићу то отворило врата у Данилово друштво, па су се осим у Београду сретали и на Цетињу, у Дубровнику, Паризу. Киш је допустио Павловићу да завири у његову књижевну радионицу, да листа његове папире и књиге. Све оно што је сабрао и чувао о Данилу Кишу аутор је пренео међу корице књиге и читаоцима ставио на увид мање позната или сасвим непозната документа. Кишову биографију је поткрепио документима од рођења до смрти, али, и нешто пре рођења, од првих сусрета и венчања његових родитеља, и доста тога после смрти.

## Преводи
Књига је 2022. године објављена на италијанском језику у издавачкој кући Oltre il mare. Књига је пре италијанског преведена и на мађарски језик и успешно је промовисана у Будимпешти, Паризу и Француском културном центру у Београду.

## Награде
Због свог естетског, културног и историјског значаја, књига Венца од трња за Данила Киша је на 61. Међународном сајму књига у Београду добило награду за издавачки подухват године.